# جون إس. فان بيرغن
جون إس. فـان بيرغن (بالإنجليزية: John S. Van Bergen)‏ هو مهندس معماري أمريكي، ولد في 2 أكتوبر 1885 في أوك بارك في الولايات المتحدة، وتوفي في 20 ديسمبر 1969.